# 膜质额毛蛛
膜质额毛蛛（学名：Caviphantes glumaceus）为皿蛛科额毛蛛属的动物。在中国大陆，分布于新疆等地。该物种的模式产地在新疆。